# Alexander Chaplin
Alexander Chaplin, nato Alexander Gaberman (New York, 20 marzo 1971), è un attore statunitense.

## Filmografia parziale

### Cinema
- Ritorno dal nulla (The Basketball Diaries), regia di Scott Kalvert (1995)
- New York City Serenade, regia di Frank Whaley (2007)
- Wish I Was Here, regia di Zach Braff (2014)
- The Report, regia di Scott Z. Burns (2019)
- The Assistant, regia di Kitty Green (2019)

### Televisione
- ABC Afterschool Specials – serie TV, 3 episodi (1992)
- Spin City – serie TV, 100 episodi (1996-2000)
- Scrubs - Medici ai primi ferri (Scrubs) – serie TV, 3 episodi (2004-2007)
- Ugly Betty – serie TV, 1 episodio (2009)
- Chicago P.D. – serie TV, 1 episodio (2017)
- Pretty Little Liars: Original Sin – serie TV, 5 episodi (2022)

## Doppiatori italiani
Nelle versioni in italiano delle opere in cui ha recitato, Barry Bostwick è stato doppiato da:
- Massimo Corizza in Spin City (st. 1)
- Simone D'Andrea in Spin City (st. 2-6)
- Massimiliano Manfredi in Scrubs - Medici ai primi ferri
- Fabrizio Picconi in Elementary
- Andrea Lavagnino in Blue Bloods
- Stefano Brusa in The Report
- Alberto Angrisano in Pretty Little Liars: Original Sin